# Blé Hard Red Calcutta
Le Blé Hard Red Calcutta est un cultivar ancien de blé de printemps qui a été utilisé au Canada à la fin du XIXe siècle après avoir été introduit en 1892.

## Histoire
Le Blé Hard Red Calcutta, géniteur femelle du blé Marquis, est un blé de printemps  originaire d'Inde et importé au Canada par Charles Saunders (céréaliste) à des fins expérimentales à la fin du XIXe siècle. 
Des échantillons sont distribués à des fermiers dans l'ensemble du pays en 1892, mais sans réussir. Comme il mûrit deux à trois semaines avant le Blé 'Red Fife', il est récolté avant l'apparition de la rouille, qu'il évite donc. Il est également moins sensible à la rouille que son autre prédécesseur, plus récent mais moins réussi, le Blé Ladoga.
Son rendement est cependant jugé trop faible pour une utilisation massive. Il est à l'origine du "Blé Marquis", issue d'un croisement entre le Blé Hard Red Calcutta et le Blé 'Red Fife'. Ce croisement a probablement été réalisé en 1892 à la Ferme expérimentale d'Agassiz